# Großsteingrab Eickelberg
Das Großsteingrab Eickelberg war eine megalithische Grabanlage der jungsteinzeitlichen Trichterbecherkultur bei Eickelberg, einem Ortsteil von Warnow im Landkreis Rostock (Mecklenburg-Vorpommern). Es wurde im frühen 20. Jahrhundert zerstört.

## Lage
Das Grab befand sich östlich von Eickelberg in der Nähe der Warnow. Knapp 1 km von seinem ursprünglichen Standort steht noch heute das Großsteingrab von Klein Görnow. Auch nahe dem Nachbarort Eickhof gab es ursprünglich ein Großsteingrab.

## Beschreibung
Nach Carl August Schwerdtfeger bestand das Grab 1839 noch aus mehreren Wandsteinen, die nach außen geneigt waren. Die Decksteine waren ins Innere der Grabkammer gestürzt. Angaben zu Ausrichtung und Maßen der Kammer liegen nicht vor. Ewald Schuldt klassifizierte sie als Großdolmen. Robert Beltz führte das Grab 1899 noch als erhalten. Ernst Sprockhoff konnte in den 1930er Jahren keine Spuren mehr feststellen.